# Wacław Ciepłucha
Wacław Ciepłucha (ur. 5 kwietnia 1915 w Stralsundzie, zm. 6 lipca 2004 w Dobrym Mieście) – kapral Wojska Polskiego II RP, obrońca Westerplatte, odznaczony Orderem Virtuti Militari.

## Życiorys
Był jednym z trojga dzieci Adama i Aleksandry z Bieńkowskich, osiadłych i pracujących w Niemczech. Nakłaniani do zmiany obywatelstwa, Ciepłuchowie w 1918 wrócili do Polski i zamieszkali na wsi w okolicach Iłży. Wacław pracował od wczesnego dzieciństwa, pasł krowy u zamożnego gospodarza, a po ukończeniu czterech klas zaczął terminować w warsztacie kowalskim.
Od 1938 pełnił służbę wojskową w 4 Pułku Piechoty Legionów w Kielcach. 31 marca 1939 został przeniesiony do Wojskowej Składnicy Tranzytowej na Westerplatte. Tuż przed wybuchem wojny awansowany do stopnia kaprala. W czasie obrony Westerplatte należał do załogi moździerzy. Został ranny w głowę oraz przygnieciony gruzem w koszarach. Po kapitulacji Westerplatte trafił do niemieckiej niewoli. Został osadzony w Stalagu I A.
W latach 1945–1950 służył w Milicji Obywatelskiej, z której odszedł wskutek utraty oka. Następnie – do 1969 – pracował jako kowal w Warmińskiej Fabryce Maszyn Rolniczych w Dobrym Mieście. Jego kolejnym miejscem zatrudnienia była Spółdzielnia Inwalidów „Gwarancja” w Olsztynie. W 1975 przeszedł na emeryturę.
W 1989 został awansowany do stopnia podporucznika. Rok później przyznano mu także rentę inwalidy wojennego.
Zmarł 6 lipca 2004 w Dobrym Mieście. Został pochowany z honorami wojskowymi na miejscowym cmentarzu komunalnym.

## Odznaczenia
- 1945 Medal Zwycięstwa i Wolności 1945
- 1968 Krzyż Walecznych
- 1974 Krzyż Kawalerski Orderu Odrodzenia Polski
- 1982 medal „Za udział w wojnie obronnej 1939”;
- 1989 Krzyż Srebrny Orderu Virtuti Militari
- 1997 Medal 1000-lecia Miasta Gdańska
- Odznaka Honorowa „Zasłużony dla Miasta Gdańska"
- Odznaka honorowa „Zasłużony dla Warmii i Mazur”